# Pradolina Wrocławska
Pradolina Wrocławska – silnie wydłużony mezoregion fizycznogeograficzny (318.52) leżący w osi Niziny Śląskiej, ciągnący się z południowego wschodu na północny zachód na przestrzeni ponad 100 km, przy szerokości 10–12 km. Jego powierzchnia wynosi ok. 1220 km². Od północy i północnego wschodu graniczy z Wysoczyzną Rościsławską, Równiną Oleśnicką i Równiną Opolską, od południowego zachodu z Równiną Wrocławską, Doliną Nysy Kłodzkiej i Równiną Niemodlińską. Na krańcu północno-zachodnim styka się z Obniżeniem Ścinawskim, Wysoczyzną Lubińską i Równiną Legnicką, a na południowo-wschodnim z Chełmem (Wyżyna Śląska) i Kotliną Raciborską.
Pod względem geologicznym jest to obszar monokliny śląsko-krakowskiej i monokliny przedsudeckiej, pokryty plejstoceńskimi i holoceńskimi osadami rzecznymi – głównie piaskami, żwirami i madami.
Dopływami Odry są, lewe: Osobłoga, Nysa Kłodzka, Oława, Ślęza, Bystrzyca i Kaczawa i prawe: Mała Panew, Stobrawa i Widawa.
Większe miasta, to: Krapkowice, Opole, Brzeg, Oława, Wrocław, Brzeg Dolny, Prochowice.
Obszar Pradoliny Wrocławskiej był od dawna zasiedlony. Stanowił też ważny szlak komunikacyjny i handlowy.